# Suuri-Läänä
Suuri-Läänä eller Iso Läänä är en sjö i Finland. Den ligger i kommunen Pieksämäki i landskapet Södra Savolax, i den södra delen av landet, 260 km nordost om huvudstaden Helsingfors. Suuri-Läänä ligger 117,8 meter över havet. Arean är 2,15 kvadratkilometer och strandlinjen är 15,19 kilometer lång. Sjön  ingår i Vuoksens huvudavrinningsområde.   Den ligger vid sjön Ruokojärvi. I omgivningarna runt Suuri-Läänä växer i huvudsak blandskog.
I övrigt finns följande i Suuri-Läänä:
- Varissaari (en ö)
- Mutasaari (en ö)
- Suurisaari (en ö)